# Mara (Viktoriasee)
Der Mara, auch Mara River ist ein Fluss in Ostafrika mit einer Länge von 395 km. Sein Einzugsgebiet ist 13.325 km² groß. 

## Verlauf
Er entspringt in Kenia unweit der Stadt Nakuru in den Abuya-Sümpfen des Mau-Waldes, der im Osten der Provinz Rift Valley liegt. Von dort fließt er durch das Massai Mara-Wildreservat im Südwesten Kenias. Nachdem er die Grenze nach Tansania überquert hat, fließt er nach Westen und durchquert den Norden der Serengeti. Er mündet in einer weiträumigen Marsch, den Masurua-Sümpfen, in den Viktoriasee.
Der Fluss hat ein Einzugsgebiet von 13.750 Quadratkilometern. Davon liegen rund zwei Drittel in Kenia und ein Drittel in Tansania.
Seit den 1970er Jahren hat der Fluss 60 % seines Abflusses eingebüßt, was zum Teil auf starke Abholzungen im Quellgebiet zurückzuführen ist.

## Ökologie
Der Mara führt als einziger Fluss im Serengeti-Nationalpark das ganze Jahr über Wasser und sichert damit das Überleben riesiger Herden wilder Huftiere (Gnus, Zebras, Antilopen) während der Trockenzeit. 
Die saisonale Massenüberquerung des Flusses durch die Gnus wurde bereits in mehreren Dokumentarfilmen geschildert. Der Flusslauf bietet auch zahlreichen Vogelarten Lebensraum.

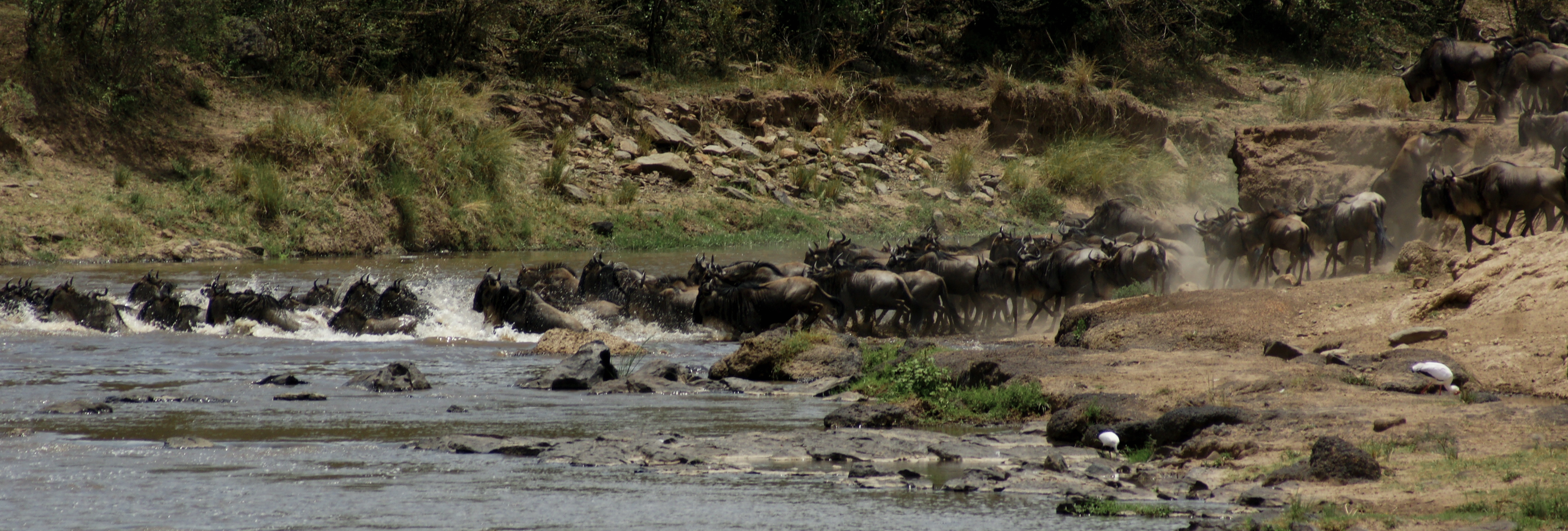
Gnus beim Überqueren des Mara